# 黒い羊は迷わない
『黒い羊は迷わない』(くろいひつじはまよわない)は、落合尚之の漫画作品。週刊ヤングサンデー（小学館刊）96年42号から51号に第一部が、97年29号から39号に第二部が連載された。全2巻。2007年10月にコミックパークより単行本をスキャンして作成されたオンデマンド版が発売された。

## ストーリー
「背理」の通り名を持つデプログラマー曜堂哲夫と、彼がかつて壊滅寸前に追いやったカルトの元信者であり後に助手となる成田湊。
この二人を主人公として、第一部ではカルト宗教とその信者や脱会者、第二部では機能不全家族とそこで育ったアダルトチルドレンをそれぞれ軸となる題材として扱い、「精神的自立」という物語のテーマを広く描いている。

## 主要登場人物

### 主人公
曜堂哲夫（ようどう　てつお）
本編の主人公。天才的なスキルを持つデプログラマー(脱洗脳技術士)。
卓越した脱会実績に加え、彼によって壊滅に追いやられた宗教団体も少なくないことから、カルト側からは“真理に背く者”「背理」の通り名で呼ばれ、長らく憎悪と畏怖の対象となってきた。
本人曰く「自分にケンカを売って一年続いた団体はない」とのこと。
生い立ちやデプログラマーになった経緯など、来歴については作中でほとんど語られていないが、人間が自らの意志で自由に人生を選ぶことを尊重しており、自分の仕事はその障害を排除することとしている。
反面、主体性が無く自分で自分の生き方を選べない人間や、それに漬け込むカルトに対しては手厳しく接し、危害を加えられた際には常に全面対決の姿勢をもって臨んでいる。
かつては「全ての真理を否定する」ことを職業的な野心としていたほど。ある時にそれが現実化したら何が起きるかを確かめるべく、興味本位の実験目的で、深世界教教祖・大山をデプログラムした。
しかしそれを引き金に、教団内で子供を含む多数の死傷者がでた内ゲバが発生してしまい、以降はデプログラマーを引退し詐欺師として生活していた。
それから二年後、この事件の当事者であった湊と引き合わされたことから、再びカルト絡みの戦いに身を投じていくことになる。
精神的な弱者に無頓着過ぎた態度はどこかしら反省しているようで、彩子との合流後は、かつてヌル過ぎると称した彼女のスタンスを認めるなど若干丸くなっている。
代替わりした深世界教から湊を奪還した際にも、自分の行いが彼女の人生を狂わせた旨を独り言ちており、身元の引き受けを決意。湊を自身の見習い兼助手として迎え、デプログラマーに復帰した。
ビジネスライクな無頼漢で、その性格に裏打ちされたカウンセリングの腕前は一流そのもの。
一回のセッションのみで、心に問題を抱えた相手を根源的な原因に行き着かせることが可能で、作中では湊、由佳里、謙司に対する施術でその実力を見ることができる。
ただし、いざ原因と向き合ってどうするかはセッションを受けた本人の覚悟や決断に委ねられており、多少の促しは行うものの、曜堂が立直りに直接手を出すことはない。
アフターケアは一切行わず、湊からは「薄情者」との批判も受けているが、「案件が終了したら本人の人生は本人の人生」とし、厳格な線引きを行っている。
これは、相手が自分の力で地に足をつけ今後を生きていける敢えて取っている、彼なりの配慮である。
こういった考えを象徴するように、「人間は一人で生きて一人で死ぬ」「今後の人生を生きるのは本人の問題」「それを妨害する問題をプロとして取り除く」といったセリフを作中でもしばしば口にしている。
しかし簡単に人を切り捨てるような冷血漢というわけでもなく、湊が拉致された際には北村の説得にほだされ、怪我を押して深世界教のコミューンに乗り込んでいる。
戦闘能力は作中最強。日本人離れした体格から繰り出される打撃は、素手でバイクのフルフェイスメットを叩き割り、膝蹴りで相手を天井まで跳ね上げるほど。
一対多数の戦闘も難なくこなし、真真律命教の追っ手を相手にした戦いでは秒単位で戦闘終結の時間を宣言して、一部隊を全滅に追いやっている。大山を拉致した際も単身でコミューンに潜入しており、セキュリティの信者を叩きのめして目的を完遂している。
様々な道具の扱いも心得ており、湊を蘭たちから奪還する際はトンファーを携行。洗脳された湊との戦いでは、羊狩り時代からパイプを得物としていた彼女をも、問いかけで洗脳が解けるようにあしらった上、賭け同然とは言え、わざと出血量の多い急所に近い部位まで打たせた。投擲もこなし、ボウガン男との戦闘では金属部品を投げて、工場内の点灯した照明を全て破壊している。
反面、想定外の状況や奇襲には若干弱い部分が存在し、北村の襲撃を防ぎきれず湊を拉致されたり、神治の会潜入時には、謙司の奇襲で致命傷を負いかけ由佳里の身柄を奪われている。
また、謙司に襲われた後の事情聴取では見え見えのウソをついてしまい、家田から厳しい追及を受けている。
特技は変装。体付きに加え彫りの深い顔立ちのおかげで、染髪やカラーコンタクトで白人男性に化けることが可能で、湊の追っ手を退けて高級マンションに一時入居する際は、アメリカから来た宗教学者を騙り入居審査をパス。家田を催眠にかける際にもドイツ系の偽名を名乗り状況を切り抜けた。
趣味は少女歌劇観賞で、宝塚少女歌劇団の年間パスを持つほどの熱烈ぶり。第二部冒頭では目を輝かせて心から感動し観劇する様を周囲の客から大いに訝しがられていた。
彼が観賞していた演目の一説は、「どんなに苦悩し求めても手に入らないもの」という第二部のテーマを示唆している。
成田 湊（なりた　みなと）
宗教団体の集金係を狙った強盗事件「羊狩り」を行っていた少女。
逃走中に曜堂と知り合い、彼と共に新興宗教をめぐる様々な騒動に巻き込まれていくうちにデプログラマーを志し、後に曜堂の見習いとなった。
身寄りがない環境で育ち居場所を欲した結果、中学に上がる頃には深世界教の熱烈な信者となっていた。
同級生には常に教団の教義を振りかざすような接し方をしていたようで、学校内では激しいいじめを受けていた。
後に親友の朱美と共に出家信者となったが、内ゲバでリンチに加担した上に彼女を死なせてしまったことで、親友の死と教団に裏切られた思いが一気に負い重なり、衝動的に施設に火を放ちコミューンを脱け出す。
（ただし、この時の記憶はショックの強さからほぼ封印されており、当時の状況やカルトを連想させる物事がトリガーになり暴力に及ぶパニック症状が湊の身に残った。）
この経験から湊は、信者時代の自分を食い物にされる弱者「羊」と認識。それを超克した存在「狼」になるべく、募金詐欺や悪徳カルトを狙った強盗「羊狩り」を行い日々をしのいでいた。しかし、暴力団と関係しているカルトに手を出したことから追手を差し向けられ、彩子の仲介で曜堂と出会った。
行動を共にする中で、パニック症状の発現により再び一人に戻ろうとすることもあったものの、飄々とした態度で追手やボウガン男の襲撃をいなす曜堂を見るにつれ、デプログラマーの仕事に憧れを抱いていく。
彩子の家に曜堂と身を寄せた時には、曜堂と彩子を両親になぞらえることで、今まで手に入らなかった幸福な家族像を見出していた。また、この時に曜堂のセッションを受けており、自身の弱さと初めて深く向き合ったことにより心の澱を洗い流した。
その後、深世界教による襲撃を受けてコミューンに拉致されてしまい、蘭から曜堂に対する憎しみを抱くよう洗脳を受けた。これにより曜堂と戦うことを余儀なくされたが、彼との真剣勝負を通じて弱者を食い物にする存在への憎悪にアイデンティティを見出し、自力で洗脳を解いた。
勝負が終わった後に蘭から共に来るよう拐かされるが、一切意に介さず一太刀で彼を切り伏せた。その後力尽きて意識を失うも、曜堂の手により救出され生還を果たす。この際にはまどろみの中で信者時代の自分と決別しており、自身の罪を背負い人生を歩むと決意した。
その後は曜堂の見習い兼助手となり、念願だったデプログラマーとしての一歩を踏み出す。調査からターゲットを保護した後の身の回りの世話まで、幅広い業務を任されており、神治の会潜入時には催眠誘導の手解きも受けている。
性格は一本気で直情的。それ故にカルトを盲信してしまい、抱いた期待が裏切られた時には高過ぎる代償を払うことにもなった。
情に厚い面があり、自身と同じような背景を持つ人間には特に積極的に寄り添う。
第二部では保護した由佳里の今後を心配しており、ワイドショーを見るや案件終了後にも関わらず、彼女を助けるべく家を飛び出す。その道中では刺された謙司に出くわし、敵対していたにも関わらず介抱している。
「羊狩り」時代から鉄パイプを愛用しており、長物を使った戦いを得意とする。洗脳されて曜堂と相対した時には仕込み刀を用いて彼に挑んだ。
曜堂の見習いになってからも、ジャケットの袖に金属製の芯材を隠し持っており、公園で不良グループと小競り合いになった際にはリーダーのナイフをはたき落として仲間ともども返り討ちにしている。
身軽さを生かした戦いも心得ており、謙司に追いついた後の戦闘では挑発を行いながら指一本触れさせず一方的に殴りつけ、最後は得物を振り上げた手を前蹴りで壁に押さえつけ、それを軸足にして回し蹴りをクリーンヒットさせ謙司を失神に追いやった。
ボウガン男との闘いでは彼が彩子に放った矢を隠し持ち、曜堂の挑発に合わせて刺すなど機転も利く。
洞察力にも優れ、神治の会潜入時には携帯電話の通話内容から奇襲を予測したり、セーフハウスに謙司を軟禁した際にも、割れたの破片の数から彼が拘束していた縄を切ったことにまでカンが及んでいるが、事を未然に防ぐ結果には恵まれていない。
趣味はバイクいじりで、仕事の足回りとして使っている「カブラ」（モデルはホンダのスーパーカブ）は、湊が助手業のかたわら掛け持ちしたバイト代をつぎ込んで塗装などの改造を重ねたものである。その愛着も相まって、謙司に強奪され川に乗り捨てられた時は、曜堂に八つ当たりするほど怒り狂い復讐の念を顕わにしていた。

## 第一部
天才的なデプログラマーであり、かつては宗教ビジネス界隈において「背理」の通り名で恐れられていた男、曜堂哲夫。
自身が引き金となったある事件をきっかけに現役を退いていた彼のもとに、「羊狩り」と呼ばれる連続強盗を行っていた少女、成田湊が駆け込んでくる。
この出会いをきっかけに、曜堂は再びカルトや洗脳がらみの騒動に巻き込まれていき、やがて彼と湊がかつて共に関わった宗教団体「深世界教」との対決を余儀なくされていく。

### 曜堂の周辺人物
小泉彩子（こいずみ　さいこ）
曜堂の大学時代からの友人。宗教脱会者のための心理カウンセラー。湊と曜堂を引き合わせ、暴力衝動のデプログラミングを依頼した。
性格や仕事へのスタンスは曜堂とは対照的で、ターゲットの苦しみと真っ向から向き合った上で、手厚いカウンセリングを行おうとする。
脱会させた信者に対しては「信仰」という心の支えを失ったことに寛容な態度を示しており、アフターケアにも積極的に取り組む。
その象徴として「逃げ出して楽になるなんてできない」という発言をしている。
それ故に、曜堂が大山をデプログラムした際には「やり方が性急すぎる」として曜堂を一喝。
投げっぱなしで教団を壊滅に追いやられた挙句、それでも信仰に縋らざるを得ない信者たちの今後を案じていた。
職業柄敵対せざるを得ないカルト側には「非暴力、不服従」の態度を一貫しており、信者を脱会させた団体から攻撃を受けることはあっても彩子自身から報復した様子は一切ない。
曜堂の一時引退後もこれらの態度を一切変えることはなく、ストーカー化し自身を狙撃したボウガン男に対しても、ケアを疎かにしてしまったことを謝罪した上で、立場上カウンセラーとしてしか関われないことを説明し、再び彼が自分に依存心を持たないよう説得を試みていた。
曜堂は彼女の身を案じる意味も含めて、こういった彩子のやり方を「ヌルすぎて見ていられない」とかつては批判していたが、暴動事件以降は「他者を許すことができるのが彼女の強み」として見方を軟化させている。
愛車はBMCのミニ。

### 真真律命教
「羊狩り」のターゲットになり、湊へ追っ手を差し向けたカルト。
荒事専門の実行部隊を持ち、洗脳手段として「異言」という独自の意味不明な言葉を信者に暗唱させている。
曜堂はここの信者も多数脱会させており、因縁浅からぬ関係。曰く「裏でヤクザとつながっている、マジでヤバい連中」とのこと。
リーダーの男
湊を追跡し襲った実行部隊のリーダー。
曜堂の部屋を急襲した際、彼と湊が居合わせており「一連の羊狩り事件は、曜堂が裏で糸を引いて湊に行わせたもの」と思い込み復讐を誓う。
しかしあっけなく仲間を全滅させられ、彼自身も襲撃に関する記憶を曜堂の催眠で消されてしまう。

### 深世界教
湊がかつて入信していた新興宗教。山奥にコミューンを持ち、500人ほどの信者を抱えていた。
独自の終末思想を持ち、信者は皆一様に、胸元に”贖罪のための苦行”を意味する「PENANCE」の刺青を入れている。
あるとき初代教主が失踪してしまい、後に自らが執筆した自身の嘘と教団の欺瞞を認める記事が週刊誌に発表された。
これを巡りコミューンで信者同士の内ゲバが発生し、子供を含む30人以上の死者を出す暴動事件にまで発展した。
後に蘭が二代目教主として君臨している。
蘭 一生（あららぎ　いっせい）
深世界教二代目教主。背中まで伸ばした長い黒髪が特徴の中性的な顔立ちをした青年。
元々は少なくとも少年時代からの出家信者で、その容貌から目をつけられ大山から毎晩のように性的虐待を受けていた。しかしそのことがきっかけとなり、性的快楽を取り掛かりにした洗脳術を身につけ独自に練磨をかけていった。
本人曰く「夜毎繰り返される所業は苦痛でしかなかったが、ベッドの上はまたとない学びの場でもあった」とのこと。
以降も催眠や話術など他人の心を操る技術を多数会得していったようで、内ゲバ後に二代目教主に就任した。

教主の座にはあるものの自らは無神論者。
自身の技術で他人の心を支配することが何よりの楽しみで「最も刺激的な遊び」としている。
カルト信者はおろか、盲目的に社会のルールに従い流行に踊らされる一般大衆までも、自ら主体性を放棄し縋りつく対象を求める「羊」とし、そういった人間をすべて支配した上で己の理想の世界を創り出そうという野望を持っている。

曜堂については、自身の野望の障壁となると考えて一時引退後も部下に身辺を調べさせており、復讐対象だった大山を彼にデプログラムされたことも相まって最優先の抹殺対象として認識。
自身と同じく他人の心を支配する技術を持つ者として、他者の精神的自立やカルトの破折にデプログラムの技術を使う曜堂を「同じ世界に自分と同時に存在することは出来ない」とし、その関係をコインの裏表になぞらえていた。
曜堂をおびき出すべく湊を拉致し、自身の技術を施した上で、盗み出した後催眠暗示キーワード「金髪の黒羊」をも利用し彼女を洗脳する。
「曜堂は自身の心をもてあそんだ洗脳者であり、親友を死に追いやらせた真の敵」として憎悪と殺意を抱かせ、コミューン内に侵入した曜堂に刺客として差し向けた。
結果として曜堂を退けさせることには成功し、湊に同志として共に来ることを持ちかけたが、曜堂との対峙を通じて洗脳を解いた彼女に返す刀で切りつけられる。釵による迎撃を試みていたが、一太刀で指を切断された上、肩口にも大量出血するほどの深い傷を負った。
「蘭には二度と洗脳されない」と誓う湊に対し、「いつか再び湊の前に現れる」と宣言し最後は炎の中に姿を消した。
生死に関して具体的な描写はない。
北村 透（きたむら　とおる）
深世界教教主主査。蘭の片腕であり、ターゲットの身辺調査から荒事まで、教団内での汚れ仕事を一手に引き受けている人物。
彩子の家から湊を拉致した際には、切り込み隊長として曜堂を急襲した。また実行部隊の指揮もとっており、犯行声明として「PENANCE」刺青入りの皮膚を遺した。
後日、曜堂のもとを再訪。教団が湊を人質に取っていることを伝え、警察を介入させない条件で直接対決するよう交渉を持ちかけた。
この時、曜堂が流儀故に湊を見限ることも考慮。彼女が曜堂と彩子を父母になぞらえていたことを示唆する落書きをちらつかせ、情に訴えかける手段も使っていた。
コミューンへ帰還中、遊覧ヘリをジャックした曜堂の奇襲を受け、部下共々あっけなく倒された。
更に助手席にくくりつけにされた状態で、乗ってきた車ごとヘリからコミューン内の礼拝堂に落下させられ、曜堂の奇襲のダシに使われた。
信者に救出され自身は助かるも、車は爆発炎上。諸々の教団施設を焼き尽くす大火災へと発展する。
大山 神洋（おおやま　しんよう）　本名：小山 洋（こやま　ひろし）
深世界教初代教主であり、曜堂の「実験」対象としてデプログラミングされた人物。
うだつの上がらない半生を送っており、子供時代は本名の「洋」をもじった「ピロシキ」という仇名をつけられバカにされていた。
コンプレックスを払拭しようとする思いが誇大妄想にまで発展し、「神の声を聴いた再臨のメシア」として深世界教を立ち上げ初代教主の座につく。
この時、名前も「小山」から「大山」に変えるが、曜堂の指摘によればこの改名は「自分を大きく見せるためだった」とされる。
自身の性的嗜好を満たすため蘭を慰み者にするなど、教団を興した後も世俗的な部分は抜けておらず、曜堂から襲撃を受けたときは、彼をヤクザか他のカルトからの刺客と思いこんでいた。モデルガンを使ったロシアンルーレットで追い込みをかけられ失神、コミューンから拉致されてしまう。
その後は埠頭の倉庫街に監禁され、曜堂から睡眠や食事の制限、過去の全否定、罪悪感の煽り等を用いた「デプログラミング」とは名ばかりの逆洗脳を受けた。これにより教主としての面子は全て引きはがされ、「自分はペテン師のクズである」と刷り込まれ廃人同然となった。
後に教団の欺瞞と自身の嘘を記した手記が週刊誌に発表され、内ゲバが引き起こされた。
朱美（あけみ）
湊の親友であり、学校内での唯一の話し相手だった同級生。
日々激しさを増すいじめを受けるにつれ、カルトへの傾倒を深めていく湊をかねてから心配し続けていた。
出家を決意した湊を引き留める目的で深世界教の施設に同行したが、結果的には「ミイラ取りがミイラになる」形で彼女自身も出家信者となってしまう。
内ゲバでは反逆者として多数の信者から暴行を加えられた挙句（湊も強制的に参加させられた）、首から下を地面に埋められるという凄惨なリンチを受けた。後に教団の欺瞞に気づいた湊に救出されるが、心身は既に衰弱しきっていた。
最期まで信仰を捨てず、謝罪する湊に対し、彼女の罪が「深世界教の神」に許されるよう願いながら息を引き取った。
スキンヘッドの信者
深世界教の信者。頭髪や眉は全くなく、側頭部には「PENANCE」の頭文字「P」の刺青を入れている。
蘭の差し金で宣戦布告をほのめかすために、レストランのテラス席で食事中だった曜堂たちに見えるよう、路上で教団の教えを説きながらポリタンクに入った燃料をかぶり焼身自殺を図った。
ミカ
深世界教の出家信者。蘭の洗脳が重度に進行しており、焦点の合わない目をしている。
洗脳の効果をデモンストレーションするために、湊の前で生爪を剥がされたが、このとき痛みを感じる素振りは一切見せず、「神が与えた苦行」として喜びの思いすら訴えていた。
蘭の発言によれば、湊を拉致した齋に曜堂の元に届けられた皮膚は、彼女から切り取られたものである。

### その他の人物
課長
とある建設会社の課長。曜堂の詐欺被害者。
視線の動きから引っ掛かりやすい話術のタイプを見抜かれた上で説得され、呼吸の同調も利用した催眠を受けた。
結果、曜堂を中国とのパイプを持つ資材ブローカーと信じ、多額の現金を渡してしまう。
ブルーヒルズ南青山 スタッフ
曜堂と湊が一時入居した高級マンション「ブルーヒルズ南青山」の管理・運営等を行う面々。
入居審査の際、顔が全く似ていないことから曜堂と湊が親子であるという設定に疑いを抱く。
しかし、でっち上げの養子縁組に至るエピソード（大恋愛の末に死別したフィアンセの妹を引受けたというもの）を涙を流すほどに信じ込んで、入居を許可してしまう。
ボウガン男
彩子が脱退させた元カルト信者。
脱会後は、周囲からカルトに在籍していたことを白眼視されるような生活を送っており、カウンセラーである彩子のみを心のよりどころとしていた。
しかし、セッションの回数が減っていったことをきっかけに嫉妬心と依存心を募らせてしまい、遂には彼女のストーカー化した。
ボウガンを得物としており、高速を移動中の彩子をバイクで並走して狙撃し、曜堂と湊を相手にした工場内の立ち回りでも命中すれすれのヘッドショットを放つなど高い腕前を持つ。
戦闘中に自身の依存心を吐露した際、激昂した湊をカバーしようとしたことで曜堂が足に重傷を負い、とどめを刺す好機を得るも、彩子との肉体関係をほのめかした曜堂の挑発に引っかかり隙を突かれ倒された。
黒幕の男
世界中のカルト団体とつながりを持つ組織の長であり、自身曰く「世界に秩序を与えている」人物。これを乱す存在として曜堂を排除対象としている。
顔は明らかにされていないがでっぷりとした体軀をしており、女性秘書を従えて、組織のエンブレムが掲げられた広い執務室でソファに腰かけながら、酒を嗜みつつ猫と戯れるなど、ステレオタイプな裏の顔役として描かれている。
蘭も彼の組織から様々な援助を受けていたようで、秘書から深世界教本部全焼の報告を聞かされた際には、彼を曜堂の抹殺に失敗した無能とし毒づいていた。

## 第二部
デプログラマー業を再開した曜堂と、彼の見習い兼助手となった湊のもとに、ある家族から「カルトの出家信者となってしまった娘・由佳里を奪還してくれ」との依頼が入った。
しかし、由佳里が通っていた蟹立高校では、かねてから彼女に心酔していた男子生徒・不破謙司が同級生の耳を切り落とす事件が発生。
パニックに陥り暴走する謙司は、調査で蟹立高校を訪れていた湊から、由佳里の資料とバイクを強奪してそのまま逃走してしまう。
こうして曜堂達と、彼らの計画を知った謙司との、由佳里を巡る闘いが始まった。

### 蟹立高校
東京都郊外に位置する都立高校。学校名と、連載当時の最寄り駅の外観から、都立国立高校をモデルにした可能性が高い。
不破　謙司（ふわ　けんじ）
蟹立高校二年生。第二部の中心人物。
小学校時代から暗く内気な性格をしており、相応の学校生活を送ってきた少年。加えて過去のある出来事がきっかけで「自分の手は汚れている」との強迫観念に駆られるようになり、手の皮を延々剥き続けるという異様な行為に嵌まり込んでいる。
高校ではどこにも居場所がなく、小学校時代からの親友・桐野湧作に対するいじめにも見て見ぬ振りを続けざるを得ず、旧校舎の物置代わりになった教室でいつも休み時間をやり過ごしていた。
そんな境遇にあっても、自身とどこかしら同じ雰囲気を持ったクラスメイト・並木由佳里にいつしか心酔するようになり、彼女を心の支えにかろうじて高校には通えていた。しかし、湧作はいじめを受け続けた末に自殺し、由佳里は自分の目の前で男性教師と関係を持ち、その噂で追い出されるように高校を去ってカルトの出家信者となってしまった。しかもこれらの件で両名から「自分がこのような道を辿ったのは謙司が原因だ」ということを突き付けられ、かねてから募らせてきた自己嫌悪や、「この世に神様はいないし、自分も他人もこのままずっと変わることはない」という思いが抑えられないまでに顕在化。
教室で不良グループに絡まれたことで感情が爆発し、リーダーの右耳をサバイバルナイフで切り落として学校から逃亡する。
この時、校門前にいた湊を襲撃し、彼女が乗っていたバイクと由佳里の資料が入ったリュックサックを強奪。去り際には切り落とした耳を投げつけた。
その後は自棄に任せて逃げ回った末、水門の管理事務所に身を落ち着かせていたが、曜堂達に由佳里の身が抑えられかかっていることを知り、彼女を是が非でも手に入れることを決意する。
深夜に神治の会付近で待ち伏せし、自らが仕掛けた車の爆発に乗じて由佳里を連れ出そうとしていた曜堂達を襲撃。消火剤の噴射で身動きを封じて、そのまま曜堂を消火器で殴り倒し、反撃しようとした湊も蹴りつけて由佳里の身柄を手にした。その後もコインランドリーで成人男性から衣服を強奪し、コンビニで食料を万引きするなど学校生活からはおよそかけ離れた暴力的な犯罪行為に及ぶ。この時は普段は嫌悪していた自分の手を「汚れた神」とし限定的に信頼を置いていた。
桐野　湧作（きりの　ゆうさく）
謙司の同級生。
謙司とは昔からの親友で、小学校時代はノストラダムス関係の本をともに読むなどしており、当時の級友たちからは「暗い二人」と呼ばれていた。そのような経験も手伝ってか、「いずれ近い内に世界は終わる。人生に意味はない。」という、オカルト思想をベースとした独自の厭世観を抱くに至った。同時に、自分たちの思想を理解しない人間を「凡庸なやつら」として一段下に見ており、周囲との溝を作る一因となったようである。家ではヨガの修行も行っていたらしい。
学校内ではゴキブリを無理矢理食べさせられるなど、不良グループから執拗ないじめを受けていた。
ある時、樹の上で身動きの取れない状態で犬の糞を投げつけられるといういじめを受けるが、それに（強制されたとはいえ）謙司も加担し、しかも糞が顔に当たったことから自殺を決意。マンションの高層部から身を投げ、自ら命を絶った。
謙司の発言では、彼の葬儀では、涙を流していたクラスメイトは一人もいなかったという。
死の直前、小学校時代に読んだノストラダムスの本と遺書を、謙司の自宅ポストに自ら投函していた。
遺書には、自身をいじめた不良グループや、傍観に徹していた周囲の生徒に対する憎しみは一切書かれておらず、共に過ごしてきた少年時代の否定を皮切りに、謙司の行いが自殺の引き金となったことを突きつけた上で、見下してきた第三者たちと一括りにし、「汎用な奴らと仲良くやってください」という彼を見限るセリフで結末部を締めくくるなど、いわば決別宣言的な内容のみに終始していた。ノストラダムスの本も、自身にはもはや不要となり果てた、縁切りの象徴として同封されたものであった。
この一件で、謙司はかねてから抱えていた自己嫌悪をより一層をより強くすることになった。
不良グループのリーダー
謙司の同級生。
制服を着崩し、パーマがかかった髪を明るく染めている不良少年。弱い者いじめ以外出来ない小悪党として劇中では描写されている。
自身の取り巻きと共に湧作を執拗にいじめており、謙司も含む気弱な生徒をそれに参加させた上で、金銭を巻き上げるなどしていた。
湧作の自殺後に、新たないじめのターゲットにすべく教室で謙司をなじるが、激昂した彼に襲い掛かられ右耳を切り落とされた。
謙司の失踪以降は、街中に「フワケン殺す」とのメッセージを書き殴り、彼に復讐すべく血眼になって居所を探していた。
探索中に公園で捕まえた猫に八つ当たりし、自分と同じ目に合わせようと耳をナイフで切り落とそうとしていたが、偶然居合わせた湊に制止され、逆ギレして襲い掛かるも返り討ちに遭ってしまう。
この時、負け惜しみ的に湧作を見捨てた謙司を人格否定したことが、朱美と自身との経緯を連想した湊の逆鱗に触れ、「もう片耳も切り落とす」と追い込みをかけられ悲鳴をあげていた。
謙司が保護観察処分となった後、ラーメン屋から出てきた彼を待ち伏せし、後ろからナイフで腹部を刺し逃亡。自身の復讐を果たした。
田島
リーダーとつるんでいる生徒の一人。
髪を短く刈り込み制服の下にパーカーを着込んでいる。湧作へのいじめに加担するよう謙司に半強制した。
教室での事件後は、謙司への復讐心をたぎらせているリーダーに対し若干引いている様子。
ナイフを常に持ち歩いているようで、公園で猫に危害を加えた際にリーダーが使おうとしたナイフは彼のものである。
男性教師
由佳里と関係を持ってしまった男性教師。
謙司がいつも休み時間をやり過ごしていた旧校舎で密会したため、彼に現場を見られてしまう。
噂が流れた後は離島の高校に転任させられた。

### 神治の会
曜堂たちのターゲット、並木由佳里が入信した新興宗教。
「やがてこの世に”大破滅”が来る」という、独自の終末論を持ち、「信者のみがそれを生き残れる」という選民思想を強く打ち出している。
信者は全員白いセットアップの信者服を着用。蟹立高校の最寄り駅前で、街宣車によるアジテーションやビラ配りなどの勧誘活動を行っており、由佳里もそれに参加している。湊の調査書によれば、開運グッズも販売しているとのこと。
一方で、謙司の発言によればテレビでは悪徳カルトという報道がなされているようである。
並木　由佳里（なみき　ゆかり）
謙司の同級生。第二部の中心人物の一人。
一般家庭に生まれた普通の少女のようだが、実は出生に秘密を抱え、ある後ろ盾から用意された疑似家族で育った。
彼女自身はそのことを知らずに育ってきたが、幼少期から親の愛や家庭環境の空虚さを無意識的に感じ取っており、そのことを常に抱えながら過ごしてきた。
蟹立高校に通っていたが、男性教師と関係を持ったことが学校中の噂となったために学内にいられなくなり、神治の会の出家信者となる。
そのことで、高校側からは不登校の扱いとなっており、両親がデプログラムを依頼するに至った。
入信して日が浅いものの教団の教えを盲目的に信じ込んでおり、勧誘活動中に謙司と会った際、湧作が自殺したことを告げられるが、「信仰を持たないつまらない人生だからこそ、簡単に捨てられた」と冷徹に切り捨て、「自分は教団の教えを守り終末を生き残る」と決意表明のように言い放った。この時謙司に男性教師との密会現場を見られたことも告げており、噂も彼が流したとの見解を述べたが、信仰により許したとした。
曜堂の計画に介入した謙司によって拉致され、彼のアジトであった水門の事務所に監禁される。そこで「並木さんは洗脳されており、自分だけが守ってあげられる」と謙司から迫られるが、彼を「信仰を捨てさせ、出て行った家に自分を引き戻すための悪魔の使い」とし、言動には一辺も耳を貸すことがなく、素手でガラス窓を叩き割ってまで逃亡を図ろうともした。
ハプニング的に謙司が由佳里を押し倒す形になった時にも、自身の身体を差し出す形で信者を獲得したことを告白。
「自分の身体を犯すことは出来ても、心まで汚すことは出来ない」と言い放ち、自身の信仰心がどれだけ強いかを示した。
後に謙司に追いついた曜堂と湊によって、菌血症に陥っていたところを救出され、山中にあるデプログラム用のセーフハウスに身柄を移された。
食事や睡眠により体力を取り戻したのちに、曜堂から退行催眠を用いたセッションを受ける。
自身の過去を振り返り続ける幻想の中で、これまでの行いは欠けていた親の愛、とりわけ異性親からのそれを求めた故のことであったと気付く。そして同時に、それは埋めようとしても埋められないものであるとも悟り、今後の人生においても続く孤独感を引き受けていこうと腹を決めるに至った。
その後、地下室から逃げ出した謙司に愛を告白され「再び自分と来てほしい」と告げられたが、その態度を「自分のことを何も知らず、勝手なイメージに縋りついているだけ」とし真っ向から否定。
さらには人間性についても「親友すら見殺しにしたような、精神的な自立を目指していく自分には必要のない存在」とまで断言、素の自分として毅然と申し出を拒絶した。
最終的には両親の家へ帰還するが、ワイドショーで「カルト教祖の隠し子」という自身の真の生い立ちを知ることになる。
自宅を報道陣に取り囲まれ、造創教会の黒服に玄関を警護される中で、複雑な面持ちを浮かべて自室にこもっていた。
先輩
神治の会の信者。先輩信者として、入信して日の浅い由佳里の面倒を見ていたようである。
深夜に半ば船をこぎながら電話番をしていたところ、湊による偽の自殺予告の電話を受ける。
そのまま通話の誘導通りに窓の外のライトを見てしまったため、彼女の催眠の練習台としてトランス状態に陥り、由佳里の身柄を曜堂達に引き渡してしまった。

### 造創教会
日本有数の巨大新興宗教。教祖や教団のネーミングから創価学会をモデルにした可能性が高い。
井田　題作（いだ　だいさく）
造創教会教祖。由佳里と血のつながった実の父親。
スキャンダルを隠蔽する目的で、隠し子の由佳里を信者夫婦に預けていたが、結局はマスコミに真実が露見し目論見は破綻。
隠し子騒動が、週刊誌やワイドショーのトップニュースとなるほどの一大スキャンダルにまで発展する。
信者夫婦
造創教会の信者夫婦。井田から由佳里を託され、彼女の育ての親となった。
しかし、本当に愛情を持って彼女に接していたとは言い難く、奪還期限が遅れて催促をかける際には、まるで由佳里をモノ扱いするようなメッセージを伝えて曜堂を呆れさせていた。
当の由佳里本人もそのことについては感じ取っており、退行催眠中の幻想において、「父親」である夫の方は男性教師や神治の会教祖と同じく、「無表情なマスクをかぶった男性」として登場している。
また曜堂のセッションを施される前の由佳里からは、自身を軟禁していた謙司にさえ「あの家には絶対に帰らない」と感情的に言い放たれるほどの、露骨な嫌悪感を持たれていた。

### その他の人物
謙司の母親
不破謙司の母親。
元々女の子の誕生を熱望しており、謙司のことを「望まれなかった子」としてほぼ全く向き合わずに育ててきた、第二部騒動の遠因ともなった人物。
謙司の子供時代に夫が単身赴任したことを期に孤独を深めていったようで、この頃から、生まれるはずの女の子につける予定だった「みどり」という名前を付けて、サボテンを育て始めた。同時に英才教育にも傾倒、「みどり」に聞かせるために部屋でモーツァルトの楽曲を流し、流行りの歌を聞きたがる幼少期の謙司に「この音楽の美しさが理解できない子は人間ではない」と抑圧的なセリフを投げつけていた。
以降、謙司は母親に過剰適応しようとするあまり、おもちゃを欲しがったりするような自身が自然に抱く子供心にも「こう感じてはいけないのか」と蓋をするようになっていったが、こういった心の機微を気にかける様子は一切なかった。
ある時、自己を抑圧するあまり祖母の死にすら素直な悲しみを抱くこともできなくなっていった謙司と、自身の「教育」の期待通り蕾をつけたサボテンとを比較する会話を謙司に聞かれてしまい、嫉妬心を爆発させた彼に「みどり」を握り潰されてしまう。
この時は激昂し、謙司の頬に翌日まで痕が残るほどの殴打を加えた。
事件後に謙司が保護観察処分となってからも、我が子の教育に失敗した自身の態度を一切反省しておらず、カーテンを閉め切った自宅で、「これだから男の子なんてほしくなかった」と夫に言い放っていた。
家田　家持（いえだ　いえもち）
曜堂達が謙司に襲われた際、搬送先の病院で事情聴取を行った刑事。
学生時代はミステリ研究会に所属しており「ホームズ家田」と呼ばれたほどの洞察力を持つ。
消火器で曜堂が殴られたことから、神治の会で起こった一連の騒動は彼への深い怨恨か利害関係絡みの事件とにらみ、犯人を知っているとして、探偵役のような口調でしつこく聞き込みを行った。
しかし、曜堂のコールドリーディングで自身の経歴や境遇を言い当てられたことを皮切りに、太陽光を使った催眠でトランス状態に誘導されてしまう。これにより曜堂をインターポールの捜査官と思い込み、警察が神治の会の件で謙司との繋がりを調べているなど、自身の知っている捜査情報を全て漏らしてしまった。
催眠が解けた後は、謙司とは似ても似つかない大男を犯人像として信じ込まされており、そのまま上司に報告したため、曜堂たちが由佳里を奪還をする際に警察が介入することは防がれた。
山さん
家田の上司。頭の禿げあがった中年刑事。
家田が聴取した、破天荒な虚偽の目撃証言を全面的に信頼し上に通してしまったようで、謙司が曜堂達を襲って由佳里を拉致した件で罪に問われた様子はない。
ヒロ
謙司の被害者となった青年。
コインランドリーで居眠りをしていた所、変装用の衣服を調達しに来た謙司に洗濯物を奪われかけ彼を制止しようとしたが、反撃を受けて馬乗り状態で気を失うまで殴られた。
仲介者の男
曜堂たちに由佳里奪還の依頼を持ってきた人物。宗教ビジネスの業界内で、クライアントと曜堂のような脱洗脳者との橋渡しを行う、いわゆるワンクッション。
曲者のインテリといった風采で、スーツに黒縁眼鏡をかけ、髪はマッシュルームカットに刈りこみ、連載当時は「仕事が出来る切れ者」のアイコンだったノートパソコンを携行。ティーカップを持ち上げる際は、小指を立てる癖を持つ。
並木家のキナ臭さに早い段階から気づいていたようであり、セーフハウスに催促のメッセージを伝えに来た際には、持ち家と収入が不釣り合いであることや、両親との顔立ちの違いから、由佳里の出生に何らかの事情が存在するという推測を曜堂に吐露していた。
曜堂によれば、マスコミに由佳里のネタを売ったのは彼とされている。

## 単行本
- 全2巻（ヤングサンデーコミックス）

1. ISBN 978-4091521217(1997/06)
2. ISBN 978-4091521224(1997/11)

- 全2巻(オンデマンド版・画質劣化・内容は変更なし)